# Carpococcyx renauldi
Il cuculo terragnolo beccocorallino o cuculo di terra beccocorallino (Carpococcyx renauldi Oustalet, 1896) è un uccello della famiglia Cuculidae.

## Distribuzione e habitat
Questo uccello vive in Laos, Thailandia, Cambogia e Vietnam.

## Tassonomia
C. renauldi non ha sottospecie, è monotipico.